# São Gabriel (1497)
«São Gabriel» (1497) («Сан-Габріел», з порт. — «Архангел Гавриїл») — флагман флотилії Васко да Гами, під час експедиції, яка відкрила морський шлях до Індії. Флотилія складалась з чотирьох кораблів («São Gabriel», «São Rafael», «São Miguel» (Bérrio) і торговий корабель невідомої назви з припасами), з них два кораблі — «Сан-Габріел» і «Берріо» успішно повернулись назад до Португалії.

## Історія
Корабель відносився до іспано-португальського типу вітрильних кораблів нао (порт. nao) або карак. Був збудований у 1496-97 роках.
8 липня 1497 ескадра виплила з передмістя Белен у Лісабоні заради пошуку східного шляху до Індії. Навігатором корабля «São Gabriel» був Перу де Аленкер.
Експедиція досягнула 20 травня 1498 порту Калікут у Кералі на південно-західному узбережжі Індостану, пройшовши 2.700 морських миль. На зворотньому шляху за 3 місяці ескадра дійшла до Малінді на сьогоднішньому кенійському узбережжі Африки. При плаванні до Азорів втратили з виду «São Miguel» (безіменний корабель було розібрано після проходження мису Доброї Надії зимою 1497, «São Rafael» спалили на зворотному шляху через брак екіпажу). Через хворобу брата Васко да Гами «Bérrio» вийшов в море сам і 20 липня досягнув Португалії. «São Gabriel» 9 вересня 1499 увійшов до порту Лісабона.